# 雀尔茶卡
雀尔茶卡（藏語：མཚོར་ཚྭ་ཁ།，威利转写：mtshor tshwa kha，THL：Tsor Tsakha）位于中国西藏自治区那曲市双湖县境内，地处双湖县南部。湖面海拔4910米，面积4.9平方公里。是一座内陆咸水湖。其西面有一姊妹湖被称为西雀尔茶卡，面积6.5平方公里。